# Orangenäbbad sabeltimalia
Orangenäbbad sabeltimalia (Pomatorhinus ochraceiceps) är en asiatisk fågel i familjen timalior inom ordningen tättingar.

## Kännetecken

### Utseende
Orangenäbbad sabeltimalia är en 22-24 cm lång distinkt sabeltimalia med en som namnet avslöjar lång, nedåtböjd orange näbb. Likt övriga sabeltimalior i släktet Pomatorhinus har den brun ovansida och stjärt, vitt ögonbrynsstreck och brett svart ögonstreck som bildar en mask. Särskiljande karaktärer från närbesläktade arter är den vita strupen, vitt eller blekt beigefärgat bröst och hjässan olivbrun.

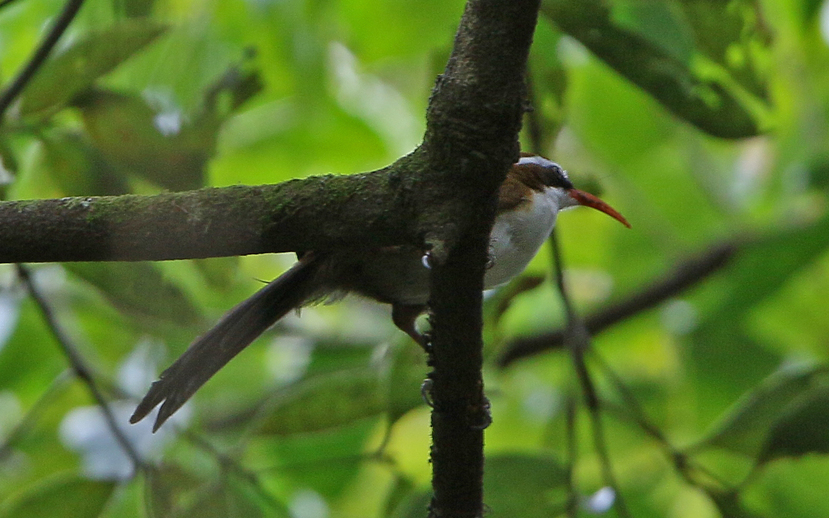

### Läte
Fågeln är mycket ljudlig, där sällskap avger olika sorters båda mjuka och hårda toner. Sången är en rask, ihåligt pipig staccatoramsa.

## Utbredning och systematik
Orangenäbbad sabeltimalia delas in i fyra underarter med följande utbredning:
- Pomatorhinus ochraceiceps stenorhynchus – nordöstra Assam (Mishmi Hills) till norra Myanmar
- Pomatorhinus ochraceiceps austeni – bergsskogar i östra Assam (Nagabergen till Barailbergen och Manipur)
- Pomatorhinus ochraceiceps ochraceiceps – Myanmar till bergstrakter i norra Thailand, Tonkin och norra Laos
- Pomatorhinus ochraceiceps alius – högplatån i nordöstra Thailand till södra Indokina

## Levnadssätt
Orangenäbbad sabeltimalia återfinns i städsegrön lövskog och bambustånd, i Laos även i skog dominerad av Fokienia. Den lever av ryggradslösa djur som skalbaggar, sniglar och fjärilslarver, men även frön och nektar. Fågeln ses i par eller i familjegrupper om upp till sex individer. Den häckar mellan mars och juli och bygger ett ovalt klotformat löst bo av bambublad, gräs och några andra döda löv. Arten är stannfågel.

## Status och hot
Arten har ett stort utbredningsområde och en stor population, men tros minska i antal på grund av habitatförstörelse och fragmentering, dock inte tillräckligt kraftigt för att den ska betraktas som hotad. Internationella naturvårdsunionen IUCN kategoriserar därför arten som livskraftig (LC). Världspopulationen har inte uppskattats men den beskrivs som ovanlig, dock lokalt vanlig.

## Namn
På svenska har fågeln även kallats rödnäbbad sabeltimalia.